# 王獲
王获（前1世纪—前2年），字中孙，汉朝外戚，王莽的第二个儿子，母亲是王莽的正妻王氏，东平陵（今山东济南东）人。汉哀帝时，王莽被贬回封国。王获杀死家奴，王莽怒斥，命他自杀。